# Coppa del Portogallo 2015-2016 (hockey su pista)
La Coppa del Portogallo 2015-2016 è stata la 43ª edizione della principale coppa nazionale portoghese di hockey su pista. La competizione ha avuto luogo dal 7 dicembre 2015 al 18 giugno 2015 con la disputa delle final four a Ponte de Lima. Il trofeo è stato conquistato dal Porto per la quindicesima volta nella sua storia superando in finale il Benfica.

## Risultati

### Sedicesimi di finale
| Squadra 1           | Risultato       | Squadra 2        |
| ------------------- | --------------- | ---------------- |
| Juventude Salesiana | 6 - 6 (2-3 dtr) | Valongo          |
| Grândola            | 2 - 6           | Académico Cambra |
| Espinho             | 2 - 5           | Braga            |
| Barcelos            | 6 - 1           | Turquel          |
| Benfica             | 5 - 3           | Oliveirense      |
| Alcobacense         | 4 - 6           | Tigres           |
| Marinhense          | 8 - 1           | Lavra            |
| Gulpilhares         | 1 - 4           | Valença          |
| Tojal               | 2 - 5           | Carvalhos        |
| Infante de Sagres   | 4 - 5           | Sanjoanense      |
| Fisica              | 2 - 4           | Paço de Arcos    |
| Sporting Tomar      | 3 - 7           | Porto            |
| Académica           | 2 - 3           | Candelária       |
| Vasco da Gama       | 4 - 2           | Taipense         |
| Parede              | 8 - 4           | Sesimbra         |
| Juventude Viana     | 3 - 5           | Sporting CP      |

### Ottavi di finale
| Squadra 1     | Risultato | Squadra 2        |
| ------------- | --------- | ---------------- |
| Tigres        | 5 - 12    | Porto            |
| Valença       | 2 - 1     | Candelária       |
| Barcelos      | 4 - 2     | Braga            |
| Marinhense    | 3 - 10    | Sporting CP      |
| Benfica       | 8 - 0     | Sanjoanense      |
| Carvalhos     | 4 - 3     | Valongo          |
| Parede        | 4 - 3     | Académico Cambra |
| Vasco da Gama | 1 - 9     | Paço de Arcos    |

### Quarti di finale
| Squadra 1     | Risultato | Squadra 2   |
| ------------- | --------- | ----------- |
| Carvalhos     | 3 - 10    | Sporting CP |
| Valença       | 3 - 6     | Barcelos    |
| Parede        | 1 - 8     | Benfica     |
| Paço de Arcos | 0 - 5     | Porto       |

### Final Four

#### Semifinali
| Ponte de Lima 18 giugno 2016 | Barcelos | 2 – 5 | Porto |  |

| Ponte de Lima 18 giugno 2016 | Benfica | 7 – 3 | Sporting CP |  |

#### Finale
| Ponte de Lima 19 giugno 2016 | Benfica | 2 – 4 | Porto |  |